# Північний Йоркшир
Півні́чний Йо́ркшир (англ. North Yorkshire) — графство на північному сході Англії.
Площа — 8320 км²
Міста: Норталлертон (адміністративний центр); Йорк; курорти Гарроґейт, Скарборо, Вітбі.
Особливості: найбільше графство Англії; включає частину Пеннін, долину Йорка, гори Клівленда і північно-йоркширські болота, що входять у національний парк; абатство Ріволкс; національний парк Йоркшир Дейлс з декількома абатствами; Йорк-Мінстер, замок Говард, Брімхем Мур.
Річки: Дервент, Уз
Виробництво: зернові, вовна і м'ясо овець; молочні продукти, вугілля, електричне устаткування

## Населення
Населення — 698 тис. (1991).

## Галерея

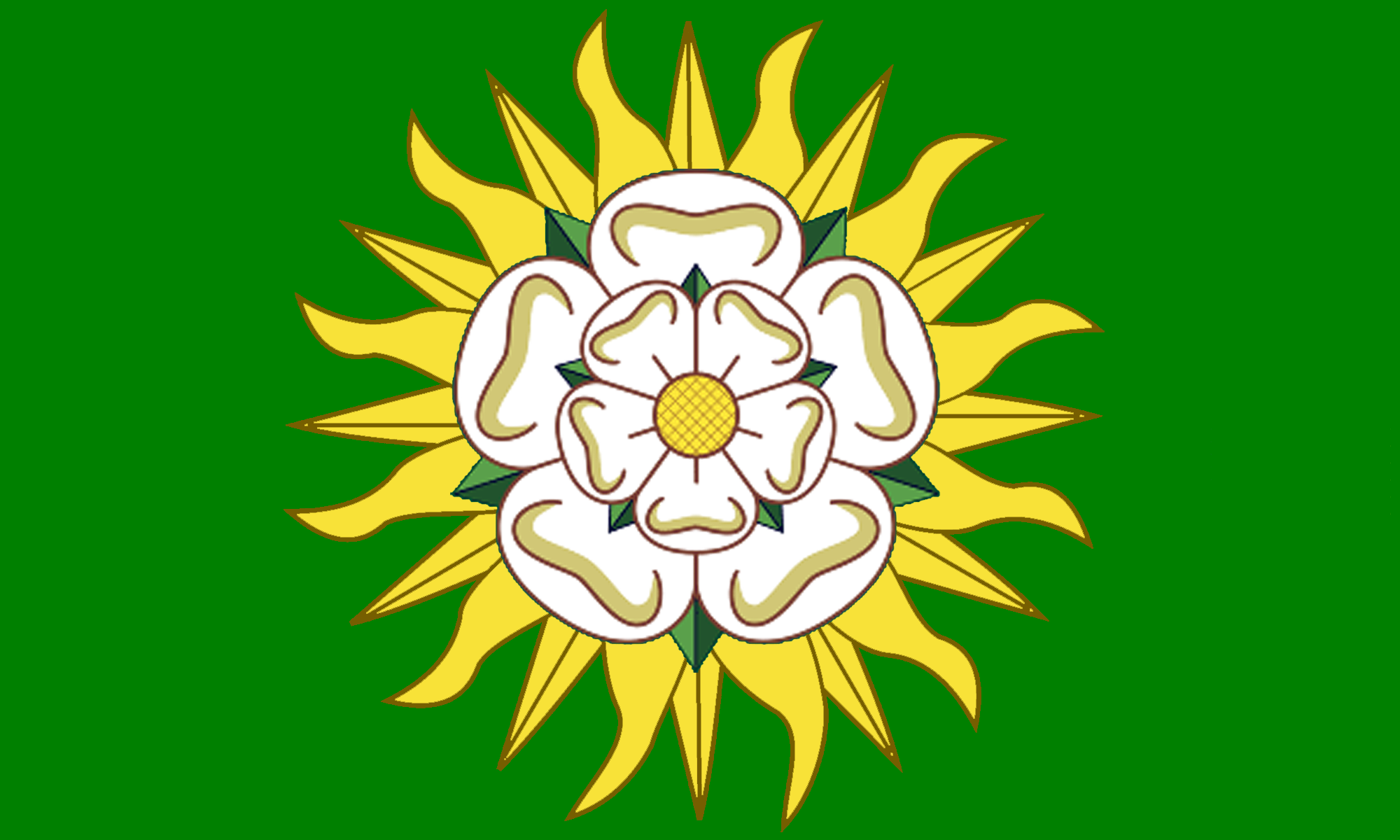
Прапор Північного Йоркширу
Герб Північного Йоркширу

| Велика Британія | Це незавершена стаття з географії Великої Британії. Ви можете допомогти проєкту, виправивши або дописавши її. |